# Determann-Syndrom
Das Determann-Syndrom, benannt nach dem Arzt Hermann Determann (1865–1937), auch Dyskinesia intermittens angiosclerotica ist ein intermittierendes Versagen von Muskelgruppen verschiedener Körperteile infolge von Durchblutungsstörungen durch organische oder funktionelle Gefäßerkrankungen. Das Determann-Syndrom führt zu Störungen des Bewegungsablaufes („Intermittierendes Hinken“).

## Quelle
- Pschyrembel, Klinisches Wörterbuch
- . Determann: „Intermittierendes Hinken“ eines Arms, der Zunge und der Beine (Dyskinesia intermittens angiosclerotica). In: Deutsche Zeitschrift für Nervenheilkunde. Band 29, Nr. 1-2, Juli 1905, ISSN 0340-5354, S. 152–162, doi:10.1007/BF01669149.